# Borut Mavrič
Borut Mavrič (Šempeter pri Gorici, 27 marzo 1970) è un allenatore di calcio ed ex calciatore sloveno, di ruolo portiere, preparatore dei portieri della nazionale slovena.

## Carriera

### Club
Di ruolo portiere, ha trascorso tutta la carriera in Slovenia a eccezione del triennio 2004-2007, in cui ha militato in Germania nel Greuther Fürth.

### Nazionale
Vanta 15 presenze con la Slovenia, con cui ha esordito il 18 febbraio 2004 nell'amichevole persa 2-0 contro la Polonia.

## Statistiche

### Presenze e reti nei club
| Stagione               | Squadra                | Campionato             | Campionato | Campionato | Coppe nazionali | Coppe nazionali | Coppe nazionali | Coppe continentali | Coppe continentali | Coppe continentali | Altre coppe | Altre coppe | Altre coppe | Totale | Totale |
| Stagione               | Squadra                | Comp                   | Pres       | Reti       | Comp            | Pres            | Reti            | Comp               | Pres               | Reti               | Comp        | Pres        | Reti        | Pres   | Reti   |
| ---------------------- | ---------------------- | ---------------------- | ---------- | ---------- | --------------- | --------------- | --------------- | ------------------ | ------------------ | ------------------ | ----------- | ----------- | ----------- | ------ | ------ |
| 1993-1994              | Primorje               | 1.SNL                  | 23         | ?          | CS              | ?               | ?               | -                  | -                  | -                  | -           | -           | -           | 23     | -?     |
| 1994-1995              | Gorica                 | 1.SNL                  | 30         | ?          | CS              | ?               | ?               | -                  | -                  | -                  | -           | -           | -           | 30+    | -?     |
| 1995-1996              | Gorica                 | 1.SNL                  | 36         | ?          | CS              | ?               | ?               | -                  | -                  | -                  | -           | -           | -           | 36+    | -?     |
| 1996-1997              | Gorica                 | 1.SNL                  | 22         | ?          | CS              | ?               | ?               | CU                 | 2                  | - 3                | -           | -           | -           | 2+     | -3+    |
| 1997-1998              | Gorica                 | 1.SNL                  | 20         | ?          | CS              | ?               | ?               | CU                 | 4                  | -12                | -           | -           | -           | 4+     | -12+   |
| 1998-1999              | Gorica                 | 1.SNL                  | 30         | ?          | CS              | ?               | ?               | -                  | -                  | -                  | -           | -           | -           | ?      | ?      |
| 1999-2000              | Gorica                 | 1.SNL                  | 16         | ?          | CS              | ?               | ?               | CU                 | 4                  | -1                 | -           | -           | -           | 2+     | -0+    |
| 2000-2001              | Gorica                 | 1.SNL                  | 33         | ?          | CS              | 2               | -3              | CU                 | 4                  | -13                | -           | -           | -           | 6+     | -6+    |
| 2001-2002              | Gorica                 | 1.SNL                  | 33         | -30        | CS              | 2               | -1              | CU                 | 4                  | -3                 | -           | -           | -           | 39     | -34    |
| 2002-2003              | Olimpia Lubiana        | 1.SNL                  | 30         | -25        | CS              | 2               | -3              | -                  | -                  | -                  | -           | -           | -           | 32     | -28    |
| 2003-2004              | Olimpia Lubiana        | 1.SNL                  | 32         | -39        | CS              | 0               | 0               | CU                 | 4                  | -6                 | -           | -           | -           | 36     | -45    |
| Totale Olimpia Lubiana | Totale Olimpia Lubiana | Totale Olimpia Lubiana | 62         | -64        |                 | 2               | -3              |                    | 4                  | -6                 |             | -           | -           | 68     | -73    |
| 2004-2005              | Greuther Fürth         | 2.BL                   | 25         | -30        | CG              | 1               | -4              | -                  | -                  | -                  | -           | -           | -           | 26     | -34    |
| 2005-2006              | Greuther Fürth         | 2.BL                   | 31         | -35        | CG              | 1               | -2              | -                  | -                  | -                  | -           | -           | -           | 32     | -37    |
| 2006-2007              | Greuther Fürth         | 2.BL                   | 16         | -21        | CG              | 3               | -3              | -                  | -                  | -                  | -           | -           | -           | 19     | -24    |
| Totale Greuther Furth  | Totale Greuther Furth  | Totale Greuther Furth  | 72         | -86        |                 | 5               | -9              |                    | -                  | -                  |             | -           | -           | 77     | -95    |
| 2007-2008              | Gorica                 | 1.SNL                  | 0          | 0          | CS              | 0               | 0               | -                  | -                  | -                  | -           | -           | -           | 0      | 0      |
| Totale Gorica          | Totale Gorica          | Totale Gorica          | 220+       | -30+       |                 | 4+              | -4+             |                    | 18                 | -31                |             | -           | -           | 242+   | -65+   |
| Totale Carriera        | Totale Carriera        | Totale Carriera        | 373+       | -180+      |                 | 11+             | -16+            |                    | 22                 | -37                |             | -           | -           | 410+   | -233+  |

### Cronologia presenze e reti in nazionale
| Cronologia completa delle presenze e delle reti in nazionale ― Slovenia | Cronologia completa delle presenze e delle reti in nazionale ― Slovenia | Cronologia completa delle presenze e delle reti in nazionale ― Slovenia | Cronologia completa delle presenze e delle reti in nazionale ― Slovenia | Cronologia completa delle presenze e delle reti in nazionale ― Slovenia | Cronologia completa delle presenze e delle reti in nazionale ― Slovenia | Cronologia completa delle presenze e delle reti in nazionale ― Slovenia | Cronologia completa delle presenze e delle reti in nazionale ― Slovenia |
| Data                                                                    | Città                                                                   | In casa                                                                 | Risultato                                                               | Ospiti                                                                  | Competizione                                                            | Reti                                                                    | Note                                                                    |
| ----------------------------------------------------------------------- | ----------------------------------------------------------------------- | ----------------------------------------------------------------------- | ----------------------------------------------------------------------- | ----------------------------------------------------------------------- | ----------------------------------------------------------------------- | ----------------------------------------------------------------------- | ----------------------------------------------------------------------- |
| 18-2-2004                                                               | San Fernando                                                            | Polonia                                                                 | 2 – 0                                                                   | Slovenia                                                                | Amichevole                                                              | -                                                                       | 65’                                                                     |
| 28-4-2004                                                               | Lancy                                                                   | Svizzera                                                                | 2 – 1                                                                   | Slovenia                                                                | Amichevole                                                              | -2                                                                      |                                                                         |
| 18-8-2004                                                               | Lubiana                                                                 | Slovenia                                                                | 1 – 1                                                                   | Serbia e Montenegro                                                     | Amichevole                                                              | -1                                                                      |                                                                         |
| 4-9-2004                                                                | Celje                                                                   | Slovenia                                                                | 3 – 0                                                                   | Moldavia                                                                | Qual. Mondiali 2006                                                     | -                                                                       |                                                                         |
| 8-9-2004                                                                | Glasgow                                                                 | Scozia                                                                  | 0 – 0                                                                   | Slovenia                                                                | Qual. Mondiali 2006                                                     | -                                                                       |                                                                         |
| 9-10-2004                                                               | Celje                                                                   | Slovenia                                                                | 1 – 0                                                                   | Italia                                                                  | Qual. Mondiali 2006                                                     | -                                                                       |                                                                         |
| 13-10-2004                                                              | Oslo                                                                    | Norvegia                                                                | 3 – 0                                                                   | Slovenia                                                                | Qual. Mondiali 2006                                                     | -3                                                                      |                                                                         |
| 9-2-2005                                                                | Celje                                                                   | Slovenia                                                                | 0 – 3                                                                   | Rep. Ceca                                                               | Amichevole                                                              | -3                                                                      |                                                                         |
| 17-8-2005                                                               | Swansea                                                                 | Galles                                                                  | 0 – 0                                                                   | Slovenia                                                                | Amichevole                                                              | -                                                                       | 62’                                                                     |
| 3-9-2005                                                                | Celje                                                                   | Slovenia                                                                | 2 – 3                                                                   | Norvegia                                                                | Qual. Mondiali 2006                                                     | -3                                                                      |                                                                         |
| 8-10-2005                                                               | Palermo                                                                 | Italia                                                                  | 1 – 0                                                                   | Slovenia                                                                | Qual. Mondiali 2006                                                     | -1                                                                      |                                                                         |
| 28-2-2006                                                               | Larnaca                                                                 | Cipro                                                                   | 0 – 1                                                                   | Slovenia                                                                | Amichevole                                                              | -                                                                       |                                                                         |
| 31-5-2006                                                               | Celje                                                                   | Slovenia                                                                | 3 – 1                                                                   | Trinidad e Tobago                                                       | Amichevole                                                              | -1                                                                      |                                                                         |
| 4-6-2006                                                                | Bondoufle                                                               | Costa d'Avorio                                                          | 3 – 0                                                                   | Slovenia                                                                | Amichevole                                                              | -1                                                                      | 46’                                                                     |
| 15-8-2006                                                               | Celje                                                                   | Slovenia                                                                | 1 – 1                                                                   | Israele                                                                 | Amichevole                                                              | -1                                                                      |                                                                         |
| 6-9-2006                                                                | Sofia                                                                   | Bulgaria                                                                | 3 – 0                                                                   | Slovenia                                                                | Qual. Euro 2008                                                         | -3                                                                      |                                                                         |
| 7-10-2006                                                               | Celje                                                                   | Slovenia                                                                | 2 – 0                                                                   | Lussemburgo                                                             | Qual. Euro 2008                                                         | -                                                                       |                                                                         |
| 11-10-2006                                                              | Minsk                                                                   | Bielorussia                                                             | 4 – 2                                                                   | Slovenia                                                                | Qual. Euro 2008                                                         | -4                                                                      |                                                                         |
| Totale                                                                  |                                                                         | Presenze                                                                | 15                                                                      |                                                                         | Reti                                                                    | -23                                                                     |                                                                         |